# Jules Pams
Jules Pams, född 14 augusti 1852, död 12 maj 1930, var en fransk politiker.
Pams var advokat och blev deputerad från 1893 samt senator 1904. Han var jordbruksminister 1911-13 i Ernest Monis, Joseph Caillaux och Raymond Poincarés regeringar. Han var vänsterns kandidat mot Poincaré vid presidentvalet 1913 men föll igenom trots stöd från Georges Clemenceau. 1917-20 var han inrikesminister.